# Teste rápido de diagnóstico

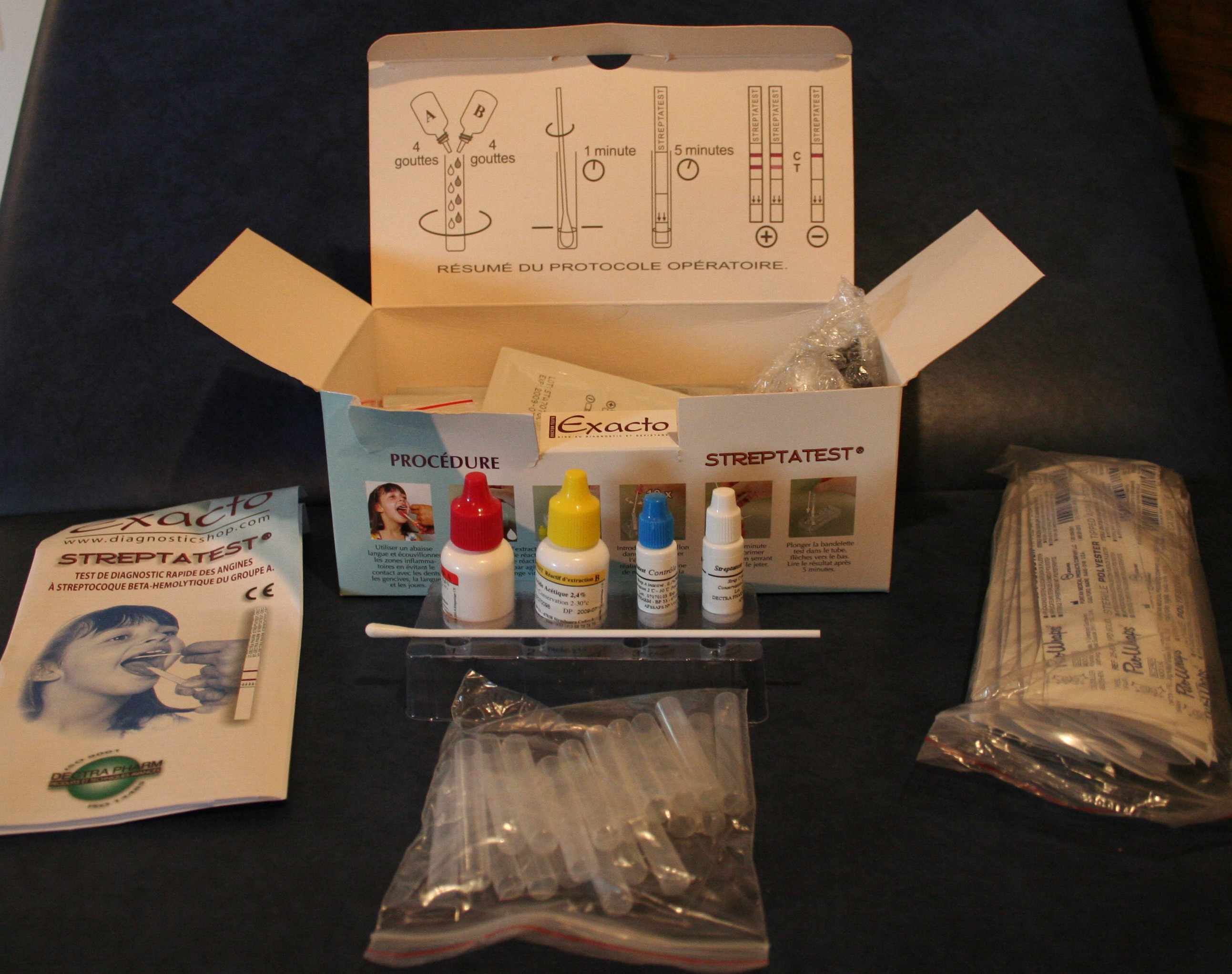
Kit de teste rápido strep

Um teste de diagnóstico rápido  é um teste de diagnóstico médico rápido e fácil de executar. Os testes rápidos são adequados para triagem médica preliminar ou de emergência e para uso em instalações médicas com recursos limitados. Eles também permitem testes no ponto de atendimento no contexto da atenção primária em saúde para testar coisas que, de outra forma, apenas um teste de laboratório podia medir. Eles fornecem resultados no mesmo dia, de alguns minutos a poucas hroas
A União Europeia define que testes rápidos são dispositivos médicos qualitativos ou semi-quantitativos para diagnóstico in vitro, utilizados isoladamente ou em pequenas séries, que envolvem procedimentos não automatizados e foram projetados para fornecer um resultado rápido.
Os testes de fluxo lateral são provavelmente o tipo mais conhecido de testes de diagnóstico rápido, semelhante aos testes de gravidez, mas existem outros sistemas como varetas, fluxo vertical etc. Qualquer coisa que possa ser usada ao lado da cama (ponto de atendimento) do paciente.

## Exemplos
- Testes rápidos de anticorpos
  - Teste rápido de HIV
  - Teste rápido de IgG e IgM para COVID-19
- Infografico descrevendo um dos tipos de ensaio de fluxo lateral, muito usado em testes rápidos. A intensidade da coloração da amostra vai depender da quantidade de anticorpos que o paciente testeado tem.  As nanopartículas utilizadas são, geralmente, de ouro coloidal, que no tamanho utilizado apresentação a coloração vermelha.Testes rápidos de antígeno
  - Teste rápido da gripe

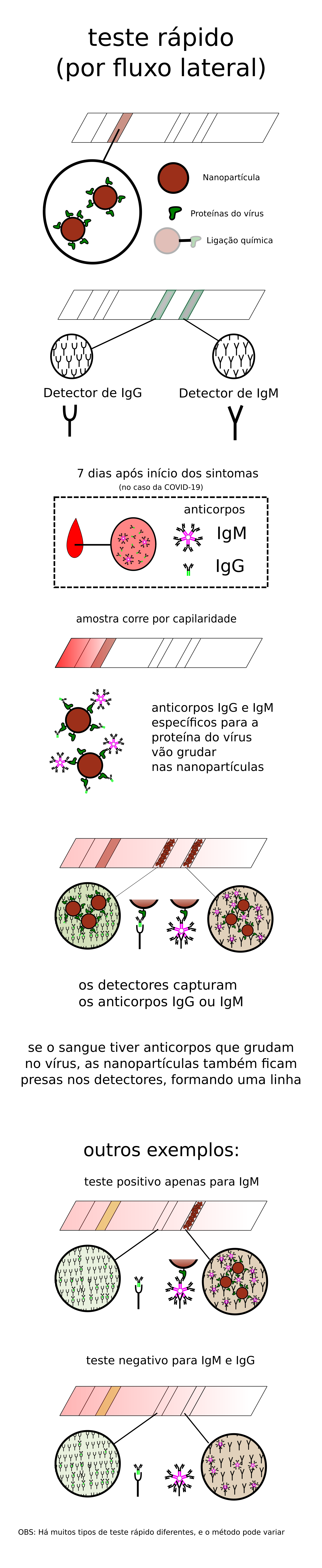
Infografico descrevendo um dos tipos de ensaio de fluxo lateral, muito usado em testes rápidos. A intensidade da coloração da amostra vai depender da quantidade de anticorpos que o paciente testeado tem. As nanopartículas utilizadas são, geralmente, de ouro coloidal, que no tamanho utilizado apresentação a coloração vermelha.

  - Testes de detecção de antígeno da malária
  - Teste rápido de strep
  - Teste rápido de urease